# جبن دلاز
جبن دُلاز هو جبن تقليدي ينتج من مصل اللبن من قبل البدو مثل اليوروك في منطقة البحيرات في إسبرطة وأفيون وأنطالية. يصنع من حليب الضأن والماعز.